# باغ خلد برین
باغ خلد برین یکی از باغ‌های تاریخی استان فارس واقع در شهر شیراز بوده‌است که در دوران صفویه بنا شده‌است و در دوران زندیه نیز رونق بسیاری داشته‌است.
این باغ در بین دروازه باغشاه (چهارراه زند کنونی) و دروازه بیضا (چهارراه مشیر کنونی) قرار داشته‌است.